# Stigmatul Casandrei
Stigmatul Casandrei (în rusă Тавро Кассандры, în kîrgîză Кассандра тамгасы) este un roman din 1994 al scriitorului kirghiz Cinghiz Aitmatov. Titlul se referă la  preoteasa troiană a lui Apollo din mitologia greacă care a fost blestemată să pronunțe adevărate profeții, dar nimeni să nu o creadă niciodată.